# 14 novembre en sport
14 octobre 14 décembre
Chronologies thématiques
- Croisades
- Ferroviaires
- Disney

Le 14 novembre (318e jour de l'année ou 319e en cas d'année bissextile) en sport.

## Événements

### XIXesiècle
- 1863 :
  - (Football) : fondation de la Football Association à la Freemason's Tavern de Londres par les membres de onze clubs principalement londoniens.
- 1896 :
  - (Compétition automobile) : Londres-Brighton remporté par Léon Bollée.

### XXesièclede1951à2000
- 1992 :
  - (Rugby à XV) : Argentine-France en rugby à XV Test match le 14 novembre 1992 à Nantes. L'Argentine bat la France 24 - 20

### XXIesiècle
- 2004 :
  - (Compétition automobile) : le pilote français Sébastien Loeb devient champion du monde de rallye.
- 2010 :
  - (Compétition automobile) : le pilote allemand Sebastian Vettel devient champion du monde de Formule 1 sur Red Bull-Renault à l'issue du Grand Prix d'Abou Dabi dont il a signé la pole position. Il termine le championnat avec 256 points devant l'espagnol Fernando Alonso sur Ferrari avec 252 points.
- 2014 :
  - (Football) : la Guinée équatoriale est désignée pour organiser la CAN 2015 du 17 janvier 2015 au 8 février 2015 en remplacement du Maroc.
  - (Voile) : François Gabart remporte la dixième édition de la Route du Rhum en catégorie monocoques 60 pieds, en coupant la ligne d’arrivée à Pointe-à-Pitre à 18 h 38, après 12 jours 4 heures 38 minutes et 55 secondes de navigation. Il bat le précédent record détenu par Roland Jourdain depuis 2006 de 7 heures 20 minutes et 03 secondes.
- 2015 :
  - (Omnisports /Attentat) : l'ensemble des compétitions sportives prévues samedi et dimanche en Île-de-France sont suspendues au lendemain des attentats à Paris et au Stade de France. Le message a été passé aux présidents de fédérations sportives et aux directeurs techniques nationaux[1].
- 2021 :
  - (Compétition automobile /Formule1) : sur le Grand Prix automobile de São Paulo disputé sur l'Autodromo José Carlos Pace, victoire du Britannique Lewis Hamilton qui devance le Néerlandais Max Verstappen et le Finlandais Valtteri Bottas[2].
  - (Compétition motocycliste /Championnats du monde) : l'Australien Remy Gardner devient champion du monde de vitesse moto2 et Pedro Acosta champion du monde de vitesse moto3. Pour son dernier Grands Prix, Valentino Rossi termine 10e[3].
  - (Football /Éliminatoires de la Coupe du monde) : la Croatie, l'Espagne et la Serbie se qualifient pour la prochaine Coupe du monde.

## Naissances

### XIXesiècle
- 1866 :
  - Tom Morgan, joueur de rugby à XV gallois. (1 sélection en équipe nationale). († 29 mars 1899).
- 1877 :
  - Norman Brookes, joueur de tennis australien. Vainqueur des tournois de Wimbledon 1907 et 1914 puis de l'Open d'Australie 1911. († 28 septembre 1968).
  - Émile Gontier, athlète de lancers de poids français. († ? 1947).
- 1879 :
  - John Biller, athlète de sauts américain. Médaillé de bronze de la longueur sans élan aux Jeux de Saint-Louis 1904 puis médaillé d'argent de la hauteur sans élan aux Jeux de Londres 1908. († 26 mars 1934).
- 1891 :
  - Ted Meredith, athlète de sprint et demi-fond américain. Champion olympique du 800m et du relais 4 × 400m aux jeux d'Amsterdam 1928. († 2 novembre 1957).

### XXesièclede1901à1950
- 1904 :
  - Harold Larwood, joueur de cricket anglais. (21 sélections en test cricket). († 22 juillet 1995).
- 1906 :
  - Claude Ménard, athlète de sauts en hauteur français. Médaillé de bronze aux Jeux d'Amsterdam 1928. († 2 septembre 1980).
- 1918 :
  - John Bromwich, joueur de tennis australien. Vainqueur des Open d'Australie 1939 et 1946 ainsi que des Coupe Davis 1939 et 1950. († 21 octobre 1999).
- 1919 :
  - Honoré Bonnet, entraîneur de ski alpin français. († 22 février 2005).
- 1929 :
  - Jimmy Piersall, joueur de baseball américain. († 3 juin 2017).
- 1934 :
  - Dave Mackay, footballeur puis entraîneur écossais. Vainqueur de la Coupe des clubs champions 1993. Sélectionneur de l'équipe du Qatar de 1994 à 1995. († 2 mars 2015).
- 1936 :
  - Guy Ignolin, cycliste sur route français. († 15 décembre 2011).
- 1937 :
  - Vittorio Adorni, cycliste sur route italien. Vainqueur du Tour d'Italie 1965. († 24 décembre 2022).
  - Murray Oliver, hockeyeur sur glace canadien. († 23 novembre 2014).
- 1940 :
  - Terry Dischinger, basketteur américain. Champion olympique aux Jeux de Rome 1960. (8 sélections en nationale). († 10 octobre 2023).
- 1945 :
  - Brett Lunger, pilote de F1 américain.

### XXesièclede1951à2000
- 1952 :
  - Pascal Pessiot, pilote de courses automobile français.
- 1954 :
  - Bernard Hinault, cycliste sur route puis dirigeant sportif français. Champion du monde de cyclisme sur route 1980. Vainqueur des Tours de France 1978, 1979, 1981, 1982 et 1985, des Tours d'Espagne 1978 et 1983, des Tours d'Italie 1980, 1982 et 1985, du Tour de Luxembourg 1982, des Dauphiné libéré 1977, 1979 et 1981, de Gand-Wevelgem 1977, des Liège-Bastogne-Liège 1977 et 1980, des Flèche wallonne 1979 et 1983, des Tours de Lombardie 1979 et 1984, du Tour de Romandie 1980, de Paris-Roubaix 1981, et de l'Amstel Gold Race 1981.
  - Eliseo Salazar, pilote de F1 chilien.
- 1955 :
  - Kōichi Nakano, cycliste sur piste japonais. Champion du monde de cyclisme sur piste de la vitesse individuelle 1977, 1978, 1979, 1980, 1981, 1982, 1983, 1984, 1985 et 1986.
  - Jack Sikma, basketteur puis entraîneur américain.
- 1956 :
  - Avi Cohen, footballeur israélien. Vainqueur de la Coupe des clubs champions 1981. (52 sélections en équipe nationale). († 28 décembre 2010).
  - Denis Jouanne, footballeur français.
- 1959 :
  - Chris Woods, footballeur et entraîneur anglais. (43 sélections en équipe nationale).
- 1960 :
  - Yves Parlier, navigateur français.
- 1965 :
  - Laura Kraut, cavalière de sauts d'obstacles américaine. Championne olympique par équipes aux Jeux de Pékin 2008.
  - Olivier Merle, joueur de rugby français. Vainqueur du Grand Chelem 1997. (45 sélections en équipe de France).
- 1966 :
  - Petra Rossner, cycliste sur piste et sur route allemande. Championne olympique de la poursuite individuelle aux Jeux de Barcelone 1992. Championne du monde de cyclisme sur piste de la poursuite individuelle 1991.
  - Curt Schilling, joueur de baseball américain.
- 1973 :
  - Wayne Black, joueur de tennis zimbabwéen.
  - Matt Cedeño, joueur de baseball portoricain.
- 1975 :
  - Frédéric Covili, skieur alpin français.
  - Gabriela Szabo, athlète de fond et de demi-fond roumaine. Médaillée d'argent du 1 500 m aux Jeux d'Atlanta 1996 puis championne olympique du 5 000 m et médaillée de bronze du 1 500 m aux Jeux de Sydney 2000. Championne du monde d'athlétisme du 5 000 m 1997 et 1999 puis championne du monde d'athlétisme du 1 500 m 2001.
- 1976 :
  - František Čermák, joueur de tennis tchèque.
  - Ramón Delgado, joueur de tennis paraguayen.
- 1980 :
  - Nicolas Lopez, sabreur français. Champion olympique par équipe et médaillé d'argent en individuel aux Jeux de Pékin 2008. Champion du monde d'escrime du sabre par équipe 2006.
- 1981 :
  - Jianxun Wang, sauteur à ski chinois.
- 1983 :
  - Khurelbaatar Khash Erdene, fondeur mongol.
- 1984 :
  - Vincenzo Nibali, cycliste sur route italien. Vainqueur du Tour de Slovénie 2010, du Tour d'Espagne 2010, des Tours d'Italie 2013 et 2016, du Tour de France 2014, du Tour d'Oman 2016, du Tour de Croatie 2017, du Tour de Lombardie 2015 et de Milan-San Remo 2018.
- 1985 :
  - Mara Abbott, cycliste sur route américaine. Victorieuse des Tours d'Italie féminins 2010 et 2013 puis du Tour du Salvador 2014.
  - Resi Stiegler, skieuse alpine américaine.
  - Thomas Vermaelen, footballeur belge. (57 sélections en équipe nationale).
- 1986 :
  - Mathieu Castagnet, joueur de squash français.
  - Danielle Page, basketteuse américaine puis serbe. Championne d'Europe de basket-ball féminin 2015.
- 1987 :
  - Olivier Arnaud, joueur de rugby à XIII français. (2 sélections en équipe de France).
  - Ben Gastauer, cycliste sur route luxembourgeois.
- 1989 :
  - Vlad Chiricheș, footballeur roumain. (44 sélections en équipe nationale).
  - Andreu Fontàs, footballeur espagnol. Vainqueur de la Ligue des champions 2011.
  - Rikke Granlund, handballeuse norvégienne. Championne d'Europe féminin de handball 2020. (10 sélections en équipe nationale).
  - Amélie Rivat, cycliste sur route française.
- 1990 :
  - Roman Bürki, footballeur suisse. (10 sélections en équipe nationale).
  - Djiman Koukou, footballeur béninois. (43 sélections en équipe nationale).
- 1991 :
  - Taylor Hall, hockeyeur sur glace canadien. Champion du monde de hockey sur glace 2015 et 2016.
  - Mathieu Le Roux, rink hockeyeur français.
- 1993 :
  - Guo Ailun, basketteur chinois. (35 sélections en équipe nationale).
  - Chris Obekpa, basketteur nigérian.
  - Samuel Umtiti, footballeur franco-camerounais. Champion du monde football 2018. (31 sélections avec l’équipe de France).
- 1994 :
  - Jaron Hopkins, basketteur américain.
  - Bubacarr Sanneh, footballeur gambien. (40 sélections en équipe nationale).
- 1995 :
  - Ghirmay Ghebreslassie, athlète de fond érythréen. Champion du monde d'athlétisme du marathon 2015. Vainqueur du Marathon de New York 2016.
  - Tonček Štern, volleyeur slovène. (6 sélections en équipe nationale).
- 1996 :
  - Adrián Babič, 24 ans, cycliste sur piste slovaque. († 26 mai 2021).
  - Borna Ćorić, joueur de tennis croate. Vainqueur de la Coupe Davis 2018.
- 1997 :
  - Noussair Mazraoui, footballeur néerlando-marocain. (28 sélections avec l'équipe du Maroc).
  - Christopher Nkunku, footballeur français. (10 sélections en équipe de France).
- 1998 :
  - Samuele Battistella, cycliste sur route italien.
  - Ablie Jallow, footballeur gambien. (31 sélections en équipe nationale).
  - Sofia Kenin, joueuse de tennis américaine. Victorieuse de l'Open d'Australie 2020.

### XXIesiècle
- 2001 :
  - James Gomez, footballeur gambien. (19 sélections en équipe nationale).
- 2004 :
  - Karim Cissé, footballeur guinéen. (3 sélections en équipe nationale).

## Décès

### XXesièclede1901à1950
- 1914 :
  - Ronald Brebner, 33 ans, footballeur anglais. Médaillé d'or aux Jeux de Londres 1908 et aux Jeux de Stockholm 1912. (° 23 septembre 1881).

### XXesièclede1951à2000
- 1963 :
  - Nils Hellsten, 78 ans, gymnaste suédois. Champion olympique du concours par équipes aux Jeux de Londres 1908. (° 7 octobre 1885).
- 1980 :
  - Pierre Magne, 74 ans, cycliste sur route français. (° 7 novembre 1906).
- 1986 :
  - Loïc Caradec, 38 ans, navigateur français. Auteur du Record de la traversée de l'Atlantique Nord à la voile en 1986. (° 4 mars 1948).
- 1996 :
  - Giuliano Giuliani, 38 ans, footballeur italien. Vainqueur de la Coupe UEFA 1989. (° 29 septembre 1958).

### XXIesiècle
- 2005 :
  - Erich Schanko, 86 ans, footballeur allemand. (14 sélections en équipe nationale). (° 4 octobre 1919).
- 2012 :
  - Alex Alves, 37 ans, footballeur brésilien. (° 30 décembre 1974).